# Intermediäre Traubenbasidie
Die Intermediäre Traubenbasidie (Botryobasidium medium) ist eine Ständerpilzart aus der Familie der Traubenbasidienverwandten (Botryobasidiaceae). Sie bildet resupinate, spinnwebartige Fruchtkörper aus, die auf Totholz von Laubbäumen und Koniferen wachsen. Ihre Verbreitung umfasst ein holarktisches Areal. Die Anamorphe der Art ist unter dem Namen Haplotrichum medium beschrieben worden.

## Merkmale

### Makroskopische Merkmale
Die Intermediäre Traubenbasidie besitzt gespinstartige Fruchtkörper, die resupinat (anliegend) bis leicht effus (abstehend) auf ihrem Substrat wachsen und unter der Lupe netzartig erscheinen. Sie sind 1,25–2 mm dick, in frischem Zustand weiß und verfärben sich beim Trocknen elfenbeinfarben.

### Mikroskopische Merkmale
Wie bei allen Traubenbasidien ist die Hyphenstruktur von Botryobasidium ellipsosporum monomitisch, besteht also nur aus generativen Hyphen, die sich rechtwinklig verzweigen. Die Basalhyphen sind hyalin, schmal (meist 7,5–9 µm breit) und stark cyanophil. Die 5–6,5 µm dicken Subhymenialhyphen sind hyalin, kurzzellig und dünnwandig. Die Art verfügt über Schnallen, nicht aber über Zystiden. Die sechs- bis achtsporigen Basidien der Intermediären Traubenbasidie wachsen in Nestern, messen 13–22 µm in der Länge, sind zylindrisch und mittig leicht verschmälert. Die Sporen sind breit spindel- bis schiffchenförmig und meist 10–11,5 × 5–6 µm groß. Die Sporen keimen in Konidiophoren, auf denen 15–25 × 5–7 µm große Konidien entspringen.

## Verbreitung
Das Artareal der Intermediären Traubenbasidie ist holarktisch. Sie gilt als selten und wurde bislang in Europa und Nordamerika nachgewiesen.

## Ökologie
Die Intermediäre Traubenbasidie ist wie alle Traubenbasidien ein Totholz besiedelnder Saprobiont. Sie wurde auf am Boden liegenden, morschen Stämmen verschiedener Laubbaum- und Koniferenarten gefunden.